# Новоукраїнський цукровий завод
Новоукраїнський цукровий завод - підприємство харчової промисловості в місті Новоукраїнка Новоукраїнського району Кіровоградської області України, яке припинило своє існування.

## Історія
У 1950-ті роки одним з основних напрямків сільського господарства Ново-Українського району Кіровоградської області було вирощування цукрових буряків. Відповідно до шостого п'ятирічного плану розвитку народного господарства СРСР у 1958 - 1962 рр. у місті Новоукраїнка було збудовано цукровий завод, який працював на місцевій сировині. Одночасно із заводом на околиці міста було збудовано робоче селище (житлові будинки на 265 сімей, лікарня, магазини та ін.).
На початку 1970-х років переробна потужність підприємства становила 2,5 тис. тонн цукрових буряків на добу, виробнича потужність – понад 15 тис. тонн. тонн цукру на рік. Продукція заводу продавалася на території СРСР, а також експортувалася до Іраку, Болгарії, Югославії та інших країн світу. У квітні 1971 року XXIV з'їзд КПРС ухвалив рішення про збільшення потужності цукрового заводу до 52 тис. тонн цукру на рік та розширення робочого селища при заводі. Загалом, у радянські часи завод входив до числа найбільших підприємств міста, на його балансі знаходилися об'єкти соціальної інфраструктури.
Після проголошення незалежності України завод перейшов у відання Державного комітету харчової промисловості України. Надалі, державне підприємство було перетворено на відкрите акціонерне товариство. У травні 1995 року Кабінет Міністрів України ухвалив рішення про приватизацію цукрового заводу. У квітні 2000 року була спроба рейдерського захоплення заводу. Загалом 2000 року Новоукраїнський цукровий завод виробив 8,5 тис. тонн цукру.
Влітку 2001 року Державне агентство управління матеріальним резервом України звернулося до міністерства внутрішніх справ, СБУ та Генеральної прокуратури України з проханням розслідувати та визнати незаконним продаж Капітанівського та Новоукраїнського цукрових заводів (оскільки Новоукраїнський завод був проданий за заниженою ціною 1,5 млн. гривень на той час як залишкова вартість підприємства становила 10 млн. гривень).
19 липня 2002 року була зроблена ще одна спроба силового захоплення підприємства, однак робітники заводу не дозволили нападникам проникнути на територію та вивезти складські запаси цукру. У грудні 2004 року цукровий завод був визнаний банкрутом.